# Musta'min
Als Musta'min (arabisch مستأمن, DMG mustaʾmin) gilt in der klassisch-islamischen Völkerrechtslehre (Siyar) ein nichtmuslimischer Bewohner des Dār al-Harb, der durch die Schutzerklärung (amān) eines Muslims die Erlaubnis erhält, auf islamischem Gebiet ohne jegliche Steuerverpflichtungen zu verweilen, solange er dort keine permanente Residenz begründet.
Die Dauer dieser Schutzgarantie darf nicht länger als ein Jahr betragen; nach Ablauf der Schutzgarantie muss der Musta'min das islamische Gebiet verlassen, wobei ihm sicheres Geleit gewährt wird, oder – sofern er sich länger im Dār al-Islām aufhalten möchte – einen Dhimma-Vertrag schließen. Einen Aman kann jeder freie, volljährige Muslim ungeachtet des Geschlechts gewähren.
Das Konzept des Aman basiert sowohl auf der Sunna Mohammeds, als auch dem Koran:

„Und wenn einer von den Heiden dich um Schutz angeht, dann gewähre ihm Schutz, damit er das Wort Gottes hören kann! Hierauf laß ihn (unbehelligt) dahin gelangen, wo er in Sicherheit ist! Dies (sei ihnen zugestanden) weil es Leute sind, die nicht Bescheid wissen.“

Der Aman garantiert dem Musta'min das Recht auf Leben und Besitz, dem das islamische Recht, die Scharia, dies ansonsten nur zugesteht, wenn er zum Islam konvertiert oder einen Dhimma-Vertrag mit dem muslimischen Herrscher schließt. Neben dem Recht auf Leben und Besitz geht mit dem Aman – mit Ausnahme des Amans, der Feinden nach ihrer Kapitulation gewährt wird – auch der Schutz vor Versklavung einher. Ein Musta'min ist vor Angriffen aller Personen unter der Autorität des Kalifen, ob Muslim oder Nichtmuslim, und, sofern dies entsprechend ausgehandelt worden ist, auch anderer geschützt. Dieser Schutz steht dem Musta'min ungeachtet des politischen Verhältnisses zwischen dem islamischen und seinem Staat zu. Diplomaten wird ein Aman ohne weiteres gewährt.
Heutzutage wird ein Visum aus islamrechtlicher Sicht als Aman gewertet.